# 원홍구
원홍구(元洪九, 1888년 ~ 1970년 10월)는 조선민주주의인민공화국의 교사, 대학 교수, 조류학자이다.

## 생애
평안북도 삭주(朔州)에서 태어나 1910년 수원농림학교를 졸업하였다. 그 해 일본으로 유학, 1911년 가고시마 고등농림학교에 입학하였다. 귀국후 수원농업시험장에 취직하여 농업시험장 기사를 지냈다. 그 뒤 교육계에 투신, 1920년 개성의 송도고등보통학교 교사로 부임하여 박물학·생물학담당으로 가르치는 한편 식물학에 뜻을 두어 국내는 물론 타이완에까지 원정하여 식물채집을 하였다. 그 후 조류채집 및 분류에 전념하였다. 31년 평남 안주공립농업학교로 전근갔으며 이무렵부터 자신이 채집, 분류한 조류의 목록을 학술지에 발표하기 시작하였고 그 후 1934년 수원고등농림학교 25주년 기념논문에 조선조류목록을 발표하였다.
1929년부터 1941년까지 한국 전국을 채집여행하여 한국산 미기록 조류를 발굴, 연구, 포함하여 10여편의 논문을 발표하였다. 1940년에 함남 영생여자고등학교 교장으로 부임하였고, 함흥의학전문학교 생물학교수가 되어 생물학을 강의하였다. 1945년 평남 덕천공립농업학교 교장으로 부임했다가, 다시 자리를 옮겨 강서농업학교 교장을 지냈다.
이후 1947년 김일성종합대학 생물학부 부교수로 취임하였으며, 이후 북한의 조류학 분야에서 활약하였다. 생물학 박사학위의 수령과 함께 과학원 생물학연구소장으로 재직하였다. 저서로는 《조선조류원색도설》(1958) 《조선조류지 1~3》(1963~65) 《조선짐승류지》(1968) 등과 30여편의 학술논문이 있다.
막내아들 원병오는 한국 전쟁 때 헤어져 소식이 끊겼었는데, 그도 남쪽에서 조류학자가 되었다. 1965년 남쪽에서 원병오가 인식표를 묶은 북방쇠찌르레기가 북쪽으로 건너온 것을 우연히 발견한 것을 원홍구는 자신의 아들이 남쪽에 살아있다는 것을 알게 되었다. 그 뒤 소련의 조류학자 레오니드 포르텐코의 도움으로 아들의 편지를 받을 수 있었다.
사후 평양 애국렬사릉에 안장되었다.

## 가족 관계
- 아들 : 원병오 (1929년 5월 19일 ~ 2020년 4월 9일)
- 손자 : 원창덕 (1960년 ~ )
  - 손부 : 송민영
- 첫째 손녀 : 원영미
  - 첫째 손서 : 최종서
- 둘째 손녀 : 원영선
  - 둘째 손서 : 김동건